# Lista de regiões do México

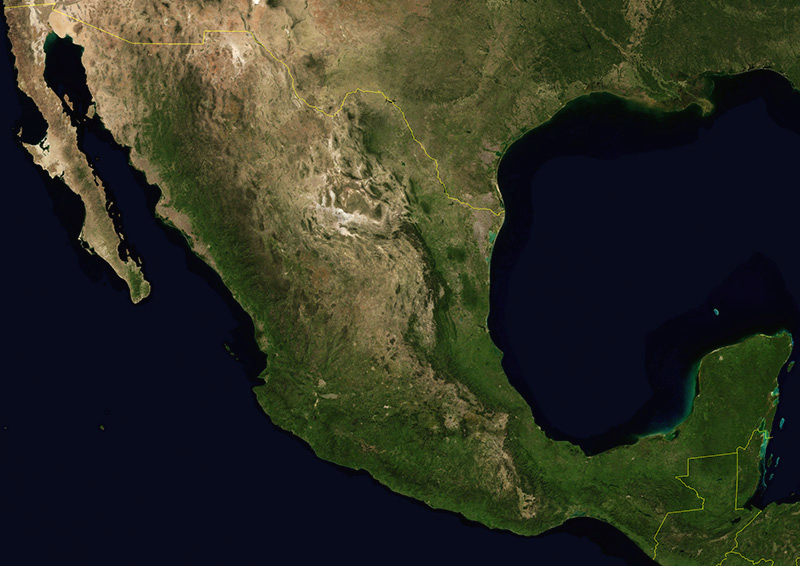
Vista por satélite do México da órbita terrestre

## Direção cardinal
(Geralmente, o México é considerado uma parte da América do Norte)

Regiões do México (por direção cardinal):

| Noroeste Nordeste Oeste Leste |  | Centro-norte Centro-sul Sudeste Sudoeste |

### Norte
Noroeste
- Baja California
- Baja California Sur
- Chihuahua
- Durango
- Sinaloa
- Sonora

Nordeste
- Coahuila
- Nuevo León
- Tamaulipas
- Zacatecas

### Central
Centro-norte
- Aguascalientes
- Guanajuato
- Querétaro
- San Luis Potos

Centro-sul
- Cidade do México
- México
- Morelos

### Oeste
Oeste
- Colima
- Jalisco
- Michoacán
- Nayarit

### Leste
Leste
- Hidalgo
- Puebla
- Tlaxcala
- Veracruz

### Sul
Sudeste
- Campeche
- Quintana Roo
- Tabasco
- Yucatán

Sudoeste
- Chiapas
- Guerrero
- Oaxaca

## Regiões culturais
- Bajío
- Comarca Lagunera
- Costa Chica[desambiguação necessária]
- La Huasteca
- La Mixteca
- Vale do México
- Vale de Mezquital
- Tierra Caliente
- Totonicapan
- Soconusco
- Península de Iucatã

## Ecorregiões
- Planalto mexicano
- Golfo Planície Costeira
- Península de Baja California
- Península de Yucatán
- Selva Lacandona

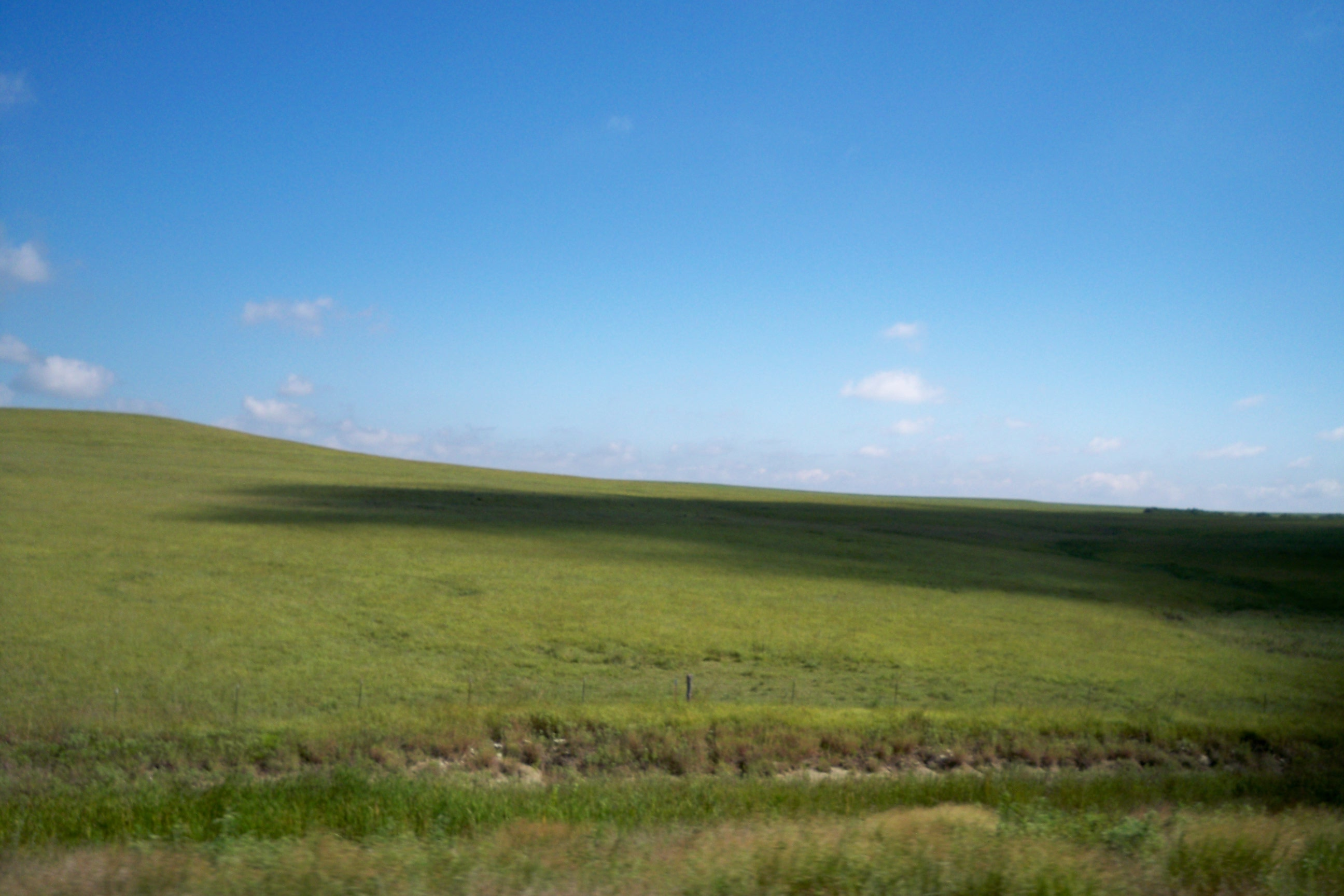
Mesa del Norte é na parte norte do planalto mexicano.

- Marismas Nacionales-San Blas mangroves
- Bacia do rio Balsas
- Sumidero Canyon
- Deserto de Chihuahua
- Deserto de Sonora

## Regiões topográficas
- Serra Madre Ocidental
- Serra Madre Oriental
- Serra Madre do Sul
- Cinturão Vulcânico Trans-Mexicano

## Fusos horários
- Fuso horário central (Tiempo del Centro)
- Fuso Horário de Montanha (Tiempo de la Montaña)
- Fuso Horário do Pacífico (Tiempo del Pacífico)